# Districtul Metlili
Metlili este un district din provincia Ghardaïa, Algeria.